# ローレンス・ロバーツ

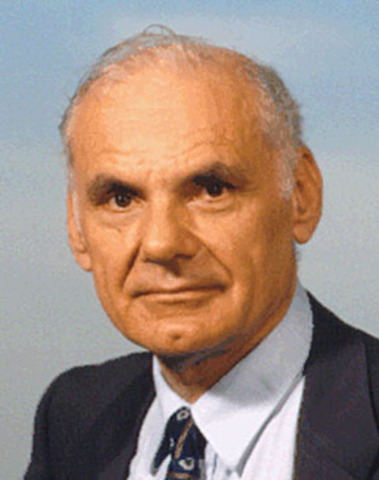
ローレンス・ロバーツ

ローレンス・G・ロバーツ（英語: Lawrence G. Roberts、1937年12月21日 - 2018年12月26日）は、インターネットの基盤となったパケット通信とARPANETの開発を主導した人物の1人。
インターネット発展への貢献を称えられ、レナード・クラインロック、ロバート・カーン、ヴィントン・サーフと共にチャールズ・スターク・ドレイパー賞（2001年）とアストゥリアス皇太子賞（2002年）を受賞。

## 学生時代まで
コネチカット州ウェストポートで、化学の博士号を持つ両親（エリオットとエリザベス）の子として生まれる。幼いころからテスラコイルを作り、テレビを組み立て、両親が世話をしていたガールスカウトのキャンプのためにトランジスタを使った電話ネットワークを設計していた。
マサチューセッツ工科大学 (MIT) に進学して電気工学を専攻、1959年に学士号、1960年に修士号、1963年にPh.D.を取得。

## 職歴
Ph.D. 取得後もMITのリンカーン研究所に勤務した。1961年にJ・C・R・リックライダーが書いた重要な論文 "Intergalactic Computer Network" を読む機会があり、データパケットによってコンピュータ同士が通信するネットワークという概念を発展させていくことになる。1966年、ARPANETの開発に資金を出していたARPA Information Processing Techniques Office (IPTO) のプログラム・マネージャとなった。1969年、ロバート・テイラーがベトナムに行くことになって辞任したため、ロバーツがIPTOの責任者となった。ロバーツが出資していた別の重要な研究プロジェクトがARPANETの第2のノードとなった。ダグラス・エンゲルバート率いるオーグメンテイション研究センターである。
1973年ARPAを離れ、勃興期のパケット通信技術を商用化すべくTelenetを創業。Telenetは世界初のパケット交換サービス会社で、ロバーツは1973年から1980年までCEOを務めた。1983年から1993年までは Asynchronous Transfer Mode (ATM) の装置製造会社 NetExpress のCEOを務めた。1993年から1998年までは ATM Systems の会長を務めた。そして Caspian Networks の会長兼CTOを務めたが2004年初めに退任。Caspian は2006年後半に営業を停止した。
その後、Anagran Inc. を創業し会長を務めていた。Anagran は Caspian と同じような事業を行っていた。すなわち、インターネットでの Quality of Service を改善するIPフロー制御サービス事業を行っていたが、2011年12月に Saisei Networks に買収された。
2018年12月26日に死去。81歳没。

## 賞と栄誉
- IEEE Harry M. Goode  Memorial Award (1976)[8]
- L・M・エリクソン賞 (1982) スウェーデン [9]
- 全米技術アカデミー会員 (1978)[9]
- IEEE W. Wallace McDowell Award  (1990)[9][10]
- ACM SIGCOMM Award (1998)[9][11]
- IEEEインターネット賞 (2000)[9][12]
- 全米技術アカデミー チャールズ・スターク・ドレイパー賞 (2001)[1]
- アストゥリアス皇太子賞 (2002) スペイン
- C&C賞 (2005) 日本[13]